# 성호대로
성호대로는 경기도 오산시 남촌동 남촌오거리에서 중앙동 오산시청 앞 까지를 잇는 도로이다. 또한 이 도로는 가장로와 직결된다.

## 주요 경유지
- 오산교 오거리 - 남촌대교 - 성산초등학교 - 성호 지하차도 - 중앙동 행정복지센터 - 오산시청